# Skultéty Csaba
Skultéty Csaba (álnevei: Ambrus Márton és Kassai Csaba; Nagykapos, 1920. december 31. – 2015. december 15.) író, újságíró, publicista, a Szabad Európa Rádió egykori külpolitikai szerkesztője. 1948-1994-ig emigrációban élt Franciaországban, majd Németországban. 1994-ben tért haza Magyarországra.
A Trianoni Szemle szerkesztőbizottságának tagja volt Batta György, György Attila, Matuska Márton és Vári Fábián László mellett.

## Művei, publikációi
- Pest és Buda régi látképei és egyéb ritkaságok. Skultéty Csaba gyűjteménye. Ajánlójegyzék / Alte Ansichten von Pest und Ofen sowie andere Hungarica. Sammlung Skultéty; Borda Antikvárium, Bp., 1998 (Műgyűjtő magyarok, 1.)
- A Szabad Európa Rádiótól az Ung partjáig; A Magyar Nyelv és Kultúra Nemzetközi Társasága, Anyanyelvi Konferencia, Bp., 2000
- Vasfüggönyökön át. A Szabad Európa Rádió mikrofonjánál. Előtte és utána; Madách-Posonium, Pozsony, 2006
- Kárpátalja magyarsága a viharok sodrában; Kairosz, Bp., 2009
- Fiume magyar emlékezete. Skultéty Csaba gyűjteménye. Országos Széchényi Könyvtár, 2009. május 8–2009. július 12.; szerk. Benkő Andrea; Skultéty Csaba–OSZK, Bp., 2009
- A szlovákok és mi egy kelet-nyugati publicista szemével; Kairosz, Bp., 2010
- Mi is volt a Szabad Európa Rádió? Egy szerkesztő visszaemlékezései; Helikon, Bp., 2011
- Vannak vidékek, féltett kisházak. Az én Ung megyei Nagykaposom; szerzői, Bp., 2014

## ATrianoni Szemlébenmegjelent publikációk
- A magyar közjegyzői világ múltjából  Trianoni Szemle II. évfolyam. 2010. április -június, Bp., Trianon Kutatóintézet, 2010/2. szám. 119 - 120 o.
- A Szabad Európa Rádió és határon túli magyarság  Trianoni Szemle III. évfolyam. 2011. július - szeptember, Bp., Trianon Kutatóintézet, 2011/3. szám. 88 - 92 o.
- Trianoni Szemle V. évfolyam. 2013. január - június, Bp., Trianon Kutatóintézet, 2013/1 - 2. szám. 54 - 58 o.

## Kitüntetései
- A Magyar Köztársasági Érdemrend lovagkeresztje (2000)